# SBB RBe 4/4
Die RBe 4/4 waren Personentriebwagen mit einer hohen Leistung der Schweizerischen Bundesbahnen (SBB) aus den Jahren 1959 bis 1966. Die zwischen 1993 und 1998 modernisierten Fahrzeuge erhielten die neue Bezeichnung RBe 540 und wurden in den Jahren 2005 bis 2014 schrittweise aus dem fahrplanmässigen Verkehr zurückgezogen.

## Geschichte
Die Triebwagen wurden ab 1959 von den SBB zur Ablösung der älteren Elektrolokomotiven mit drei Antriebsachsen Ae 3/5 und Ae 3/6 beschafft. Sie hatten eine hohe Leistung – mehr als die Lokomotiven Re 4/4I –, Rekuperationsbremsen, beidseitige Führerstände und Stirntüren sowie die Vielfachsteuerung IIId (Vst IIId) zur Kombination mit passenden Steuerwagen Typ DZt und BDt, NPZ-Steuerwagen, Re 4/4II / Re 421, Re 4/4III, Re 4/4IV und Re 6/6. Die Fahrzeuge verfügten ursprünglich über 64 Sitzplätze zweiter Klasse (je 32 im Raucher- und Nichtraucherabteil) und waren in SBB-Grün lackiert.
Die ersten sechs Prototypen, Nr. 1401 bis 1406, kosteten rund eine Million Franken pro Stück und wurden 1959 bzw. 1960 ausgeliefert. Das erste Fahrzeug wurde am 24. Mai 1959 der Presse vorgestellt. Die Prototypen hatten einige Mängel, die in der Serienausführung beseitigt wurden. Die 76 Serientriebwagen, Nr. 1407 bis 1482, wurden zwischen 1963 und 1966 in Verkehr gesetzt und waren vier Tonnen schwerer als die Prototypen.
Die technische Ausrüstung war zu einem grossen Teil unter dem Fahrgastraum installiert, wodurch die Einstiege eine Stufe höher als bei normalen Wagen ausfielen. Anstelle von Fahrgasträumen waren in der Mitte des Fahrzeugs die Toilette und ein Teil der Technik angeordnet. Die Stufenschaltung war etwas ruppig und brachte diesen Fahrzeugen den Übernamen Schüttelbecher ein. Diese Wahrnehmung im Fahrgastabteil war bekannt und wurde durch die impulsgesteuerte Stufenschaltersteuerung verursacht.
Die in den 60er Jahren abgelieferten RBe 4/4 wurden mit der neuesten komfortablen Befehlsgebersteuerung ausgerüstet. Über dem Transformator, der sich mittig unter dem Wagenboden befindet, ist im Maschinenraum (gegenüber dem WC) der Stufenschalter angeordnet. Der Luftmotor für den Stufenschalterantrieb wird mit dem Fahrschalter über das elektronische Steuergerät gesteuert. Damit werden die Auf- und Ab-Elektroventile angesteuert. Ein dauernd arbeitender Taktgeber übermittelt für das stufenweise Schalten jede Sekunde einen Schaltimpuls. Bei einem Schaltbefehl wird der erste Impuls unverzögert gegeben. Um eine Stufe aufzuschalten, genügt es, wenn der Fahrschalterhebel nur kurzzeitig die Stellung «M» berührt, d. h. somit kann eine einzelne Stufe „manuell“ gesteuert werden.

Der Stufenschalter der RBe 4/4 verfügt über 28 Fahrstufen und eine elektrische Bremse mit 18 Stufen als Rekuperationsbremse mit Erregermotorschaltung. Da es nur noch eine Anzeige vom Stromwert der Fahrmotoren als Differenz-Amperemeter gibt, weiss der Lokführer nichts über die einzelnen Stromwerte der vier Fahrmotoren. Diese Umstellung auf die neue Steuerung löste bei den Lokführern anfänglich heftige Reaktionen aus, da sie auch nicht mehr die benutzte Fahrstufe erkennen konnten. Das heisst, dass für die Fahrweise die Überwachung der Geschwindigkeit und auch die Anzeige des Strommessers nötig sind.

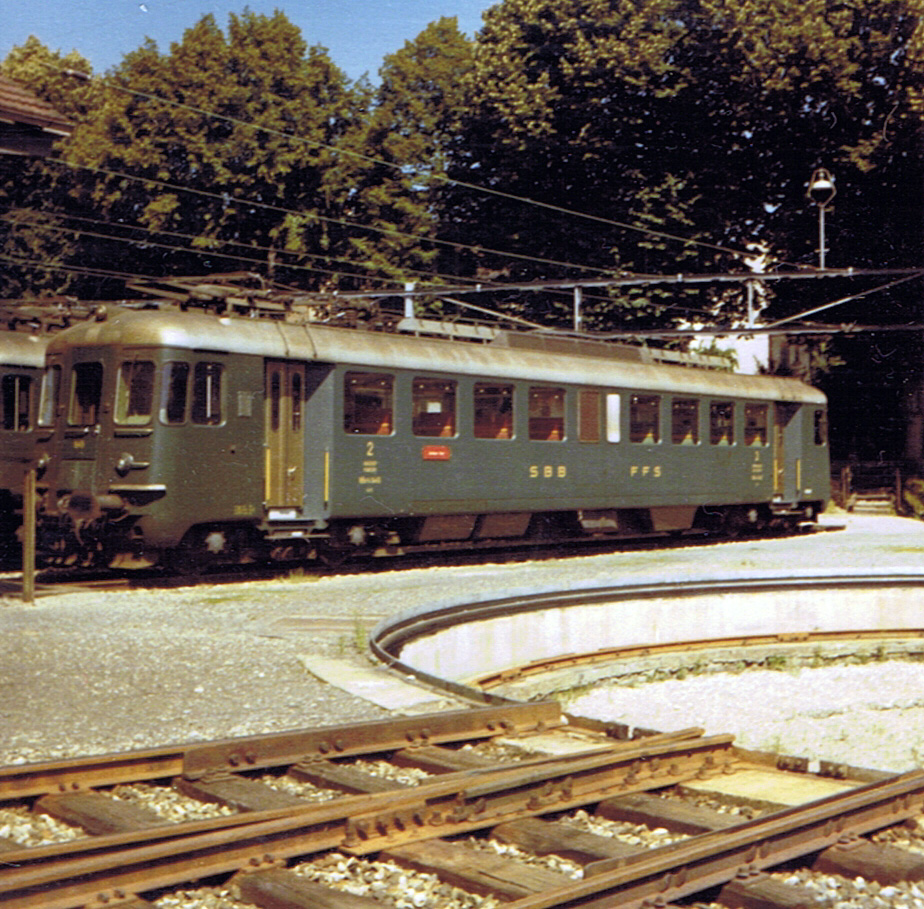
RBe-4/4-Triebwagen im alten Lokdepot Winterthur (1972)
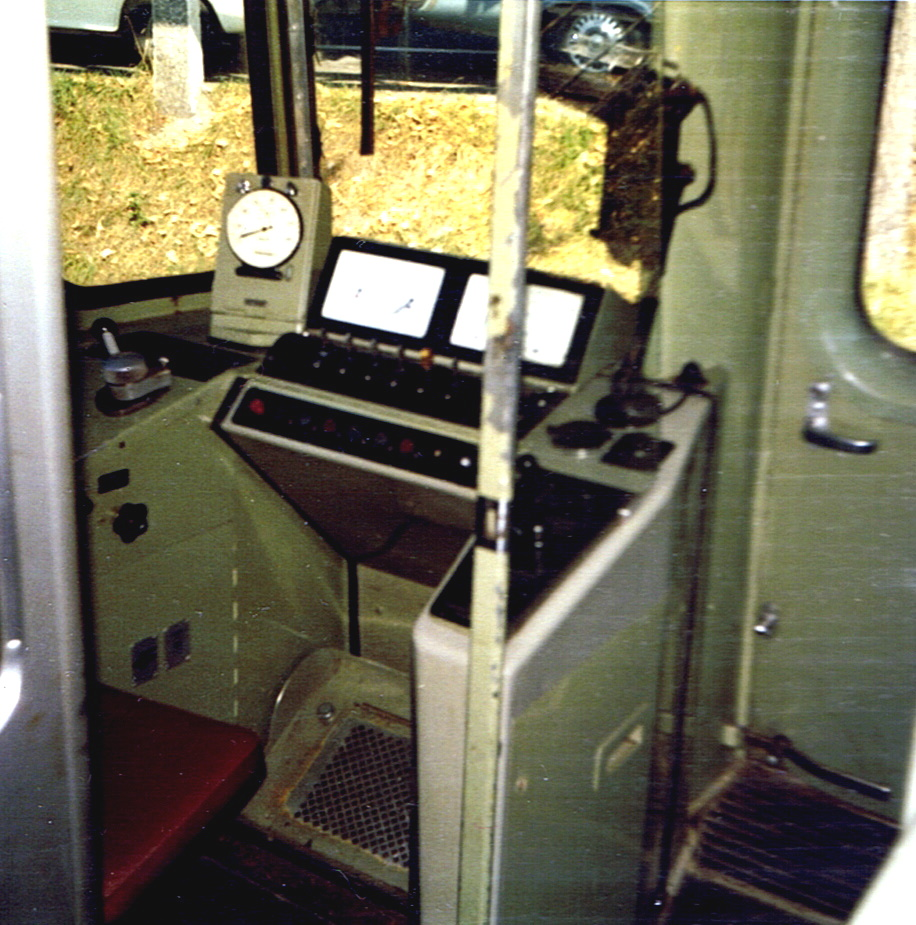
RBe 4/4, Führerstand
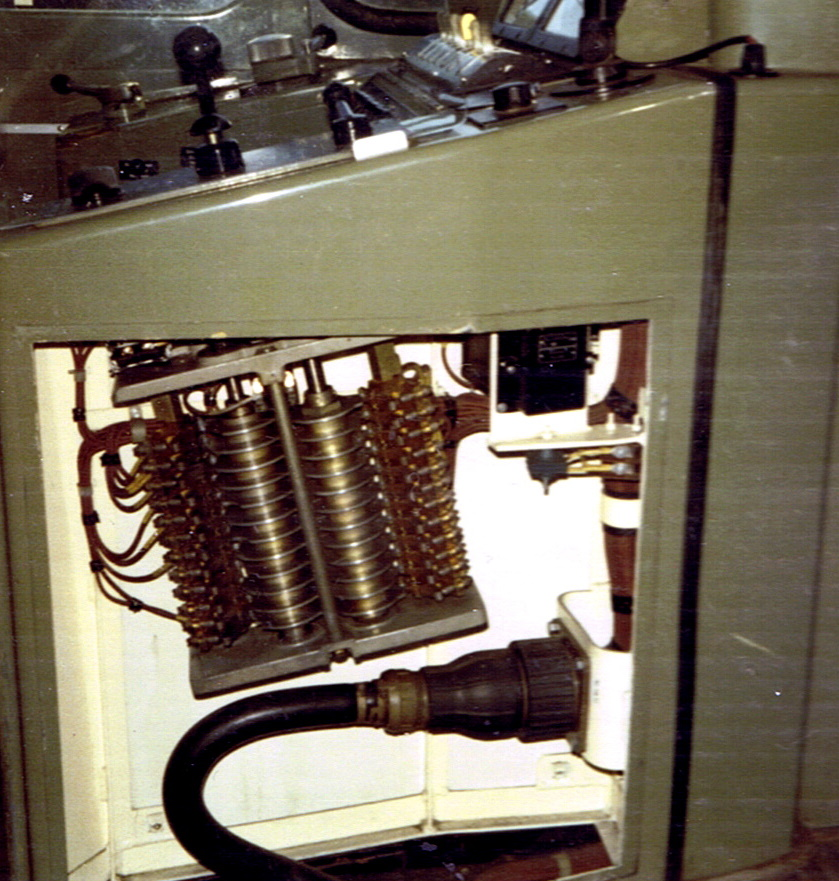
Fahrschalter in der Führerstand-Konsole
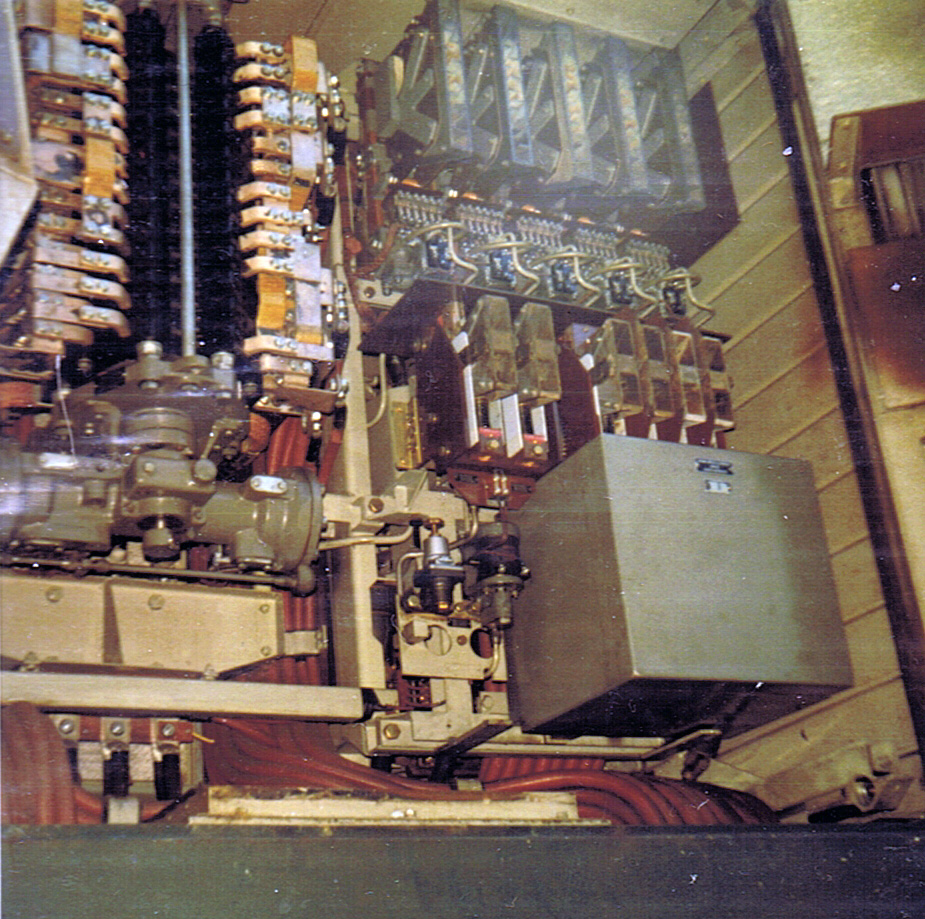
Wendeschalter mit Trenn- und Überschalthüpfer

Fahrschalter für die Stufenschaltersteuerung
Der Fahrschalter besitzt neben der Nullstellung fünf Fahr- und drei Bremsstellungen mit folgender Bedeutung:
| Fahren                                                                                 | ++ | Rasches Aufschalten (3 Stufen/Sek.) des Stufenschalters bis zum Stundenstrom von 1380 A, dann stufenweises Weiterschalten (1 Stufe/Sek.) mit Zuschaltstrom von 2100 A. |
| Fahren                                                                                 | +  | Rasches Aufschalten bis zum Stundenstrom, dann Weiterschalten mit Zuschaltstrom von 1650 A. |
| Fahren                                                                                 | M  | Stufenweises Aufschalten mit Zuschaltstrom von 1650 A. |
| Fahren                                                                                 | ●  | Der Stufenschalter bleibt auf der zuletzt erreichten Stufe stehen. |
| Fahren                                                                                 | ▬  | Beim Verbringen von Stellung 0 auf ▬ erfolgt das Einschalten der Trennhüpfer. Das Verbringen des Schalters von Stellung ● auf ▬ erfolgt stufenweises Zurückschalten bis zum Abschalten auf 0.                                                                             |
| Stellung                                                                               | 0  | Öffnen der Trennhüpfer und rasches Abschalten des Stufenschalters auf 0. Sofern elektrisch gebremst wurde, erfolgt die Umstellung der Wendeschalter von Bremsen auf Fahren.                                                                                               |
| Bremsen                                                                                | ▬  | Beim Verbringen des Fahrschalters von Stellung 0 auf ▬ erfolgt Umstellen der Wendeschalter auf Bremsen. Beim Verbringen des Fahrschalters von Stellung Bremsen ● auf Bremsen ▬ erfolgt stufenweises Zurückschalten bis 1300 A und anschliessend rasches Abschalten auf 0. |
| Bremsen                                                                                | ●  | Der Stufenschalter bleibt auf der zuletzt erreichten Bremsstufe stehen. |
| Bremsen                                                                                | +  | Rasches Aufschalten bis zu einem Bremsstrom von 1500 A, dann stufenweises Weiterschalten bis zum Maximalstrom von 1600 A. |
| Angaben aus SBB-Reglement R431.14 – Reglement über die elektrischen Triebwagen RBe 4/4 |    | |

Diese neue Befehlsgebersteuerung wurde dann in den späteren Triebfahrzeugserien, wie die privaten Triebwagen EAV, Re 4/4II, Re 4/4III, Re 6/6 und NPZ eingebaut. Damit gab es bei diesen Triebwagen und Lokomotiven eine einheitliche Bedienung durch das Fahrpersonal.
Ab 1992 wurden die 74 noch vorhandenen Serientriebwagen durch die SBB-Hauptwerkstätte Zürich modernisiert und an die Anforderungen des S-Bahn-Betriebs angepasst. So wurde ein Thyristor-Lastschalter eingebaut. Er dient dazu, die Stufen beim Schalten zu überbrücken und das Ruckeln beim elektrischen Bremsen zu korrigieren. Dadurch entfiel ein Fahrgastabteil mit vier Sitzplätzen. Für den kondukteurlosen Betrieb wurden automatische Aussenschwingtüren eingebaut und die Triebwagen wurden für den Pendelzugbetrieb mit den bereits für die NPZ (»Neuer Pendelzug«) angepassten Einheitswagen I und II (ebenfalls automatische Aussenschwingtüren) umgebaut. Auch optisch wurden bereits seit 1991 die Fahrzeuge an die NPZ angepasst und erhielten die neue Regionalzugs-Farbgebung «Kolibri»; die Sitze mit Kunstlederbezug wurden durch Sitze mit Stoffbezug ersetzt.
Gleichzeitig mit dem Umbau erfolgte die Umnummerierung ins neue Baureihen-Schema, wobei es wegen des Beginns der Zählweise bei der Endziffer 0 und aufgrund zweier bereits ausrangierter Fahrzeuge (1419, 1454) zu Verschiebungen kam:
- Die Betriebsnummern RBe 540 000–005 waren für die Prototypen 1401 bis 1406 vorgesehen, aber nie an den Wagen angeschrieben
- RBe 540 006–017: ehemalige Fahrzeuge RBe 4/4 1407–1418
- RBe 540 018–051: ehemalige Fahrzeuge RBe 4/4 1420–1453
- RBe 540 052–079: ehemalige Fahrzeuge RBe 4/4 1455–1482

Die nie ins Baureihenschema umgezeichneten Prototypen erhielten für den Einsatz auf der Seetalbahn auffällige reflektierende Warnstreifen an der Stirnfront und wurden deshalb auch als Seetal-RBe 4/4 bezeichnet.

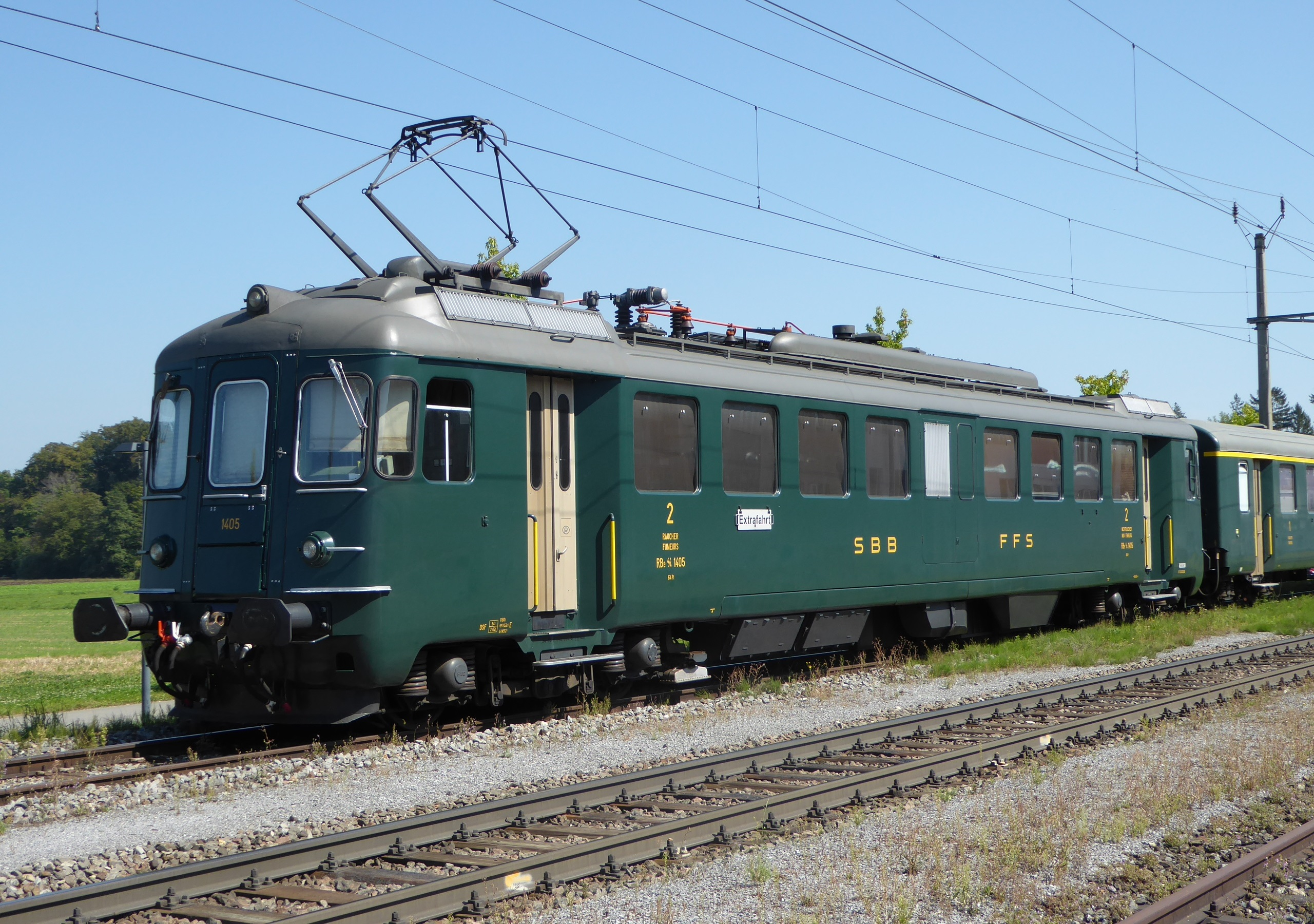
RBe 4/4 1405 des Vereins Depot und Schienenfahrzeuge Koblenz in Tägerwilen-Gottlieben.

Bis 2005 ausrangiert wurden die Fahrzeuge 1401–1403 (altersbedingt), 1419 (Unfall in St-Triphon; 1972), 1454 (Brand zwischen Uster und Aathal; 1990), 540 008 (Brand zwischen Safenwil und Walterswil-Striegel; 1998) und 540 023 (Brand in Eglisau; 2000). Der RBe 540 019 wurde im Juni 2005 an die Oensingen-Balsthal-Bahn (OeBB) verkauft, ebenso der 540 074; der 540 006 steht in Balsthal als Ersatzteilspender. Ab 2006 wurden die Triebwagen in grösserer Zahl ausrangiert. Bei der OeBB endete der Einsatz Ende 2015, die letzten Maschinen der SBB wurden offiziell im Juli 2016 ausrangiert.
Der RBe 4/4 1405 steht seit 2007 als historisches Fahrzeug beim Verein Depot und Schienenfahrzeuge Koblenz im Einsatz. Er hat inzwischen die TSI-Nummer 94 85 7540 005-6 erhalten. Drei Fahrzeuge wurden von der Stiftung Historisches Erbe der SBB (SBB Historic) übernommen (540 020, 052 und 069), davon sollen zwei als fahrfähige historische Fahrzeuge im letzten Betriebszustand erhalten blieben, der dritte ist als Ersatzteilspender vorgesehen. Der RBe 540 074 der OeBB wurde von der DSF übernommen, welcher aber als Arbeitstriebwagen vorgesehen ist. Der RBe 540 019 wurde im November 2015 von der Firma Prestige Continental Express SA übernommen und ist bei Swisstrain SA eingestellt. Aktuell sieht es danach aus, dass langfristig vier Fahrzeuge erhalten blieben.

## Betrieb

### Als RBe 4/4

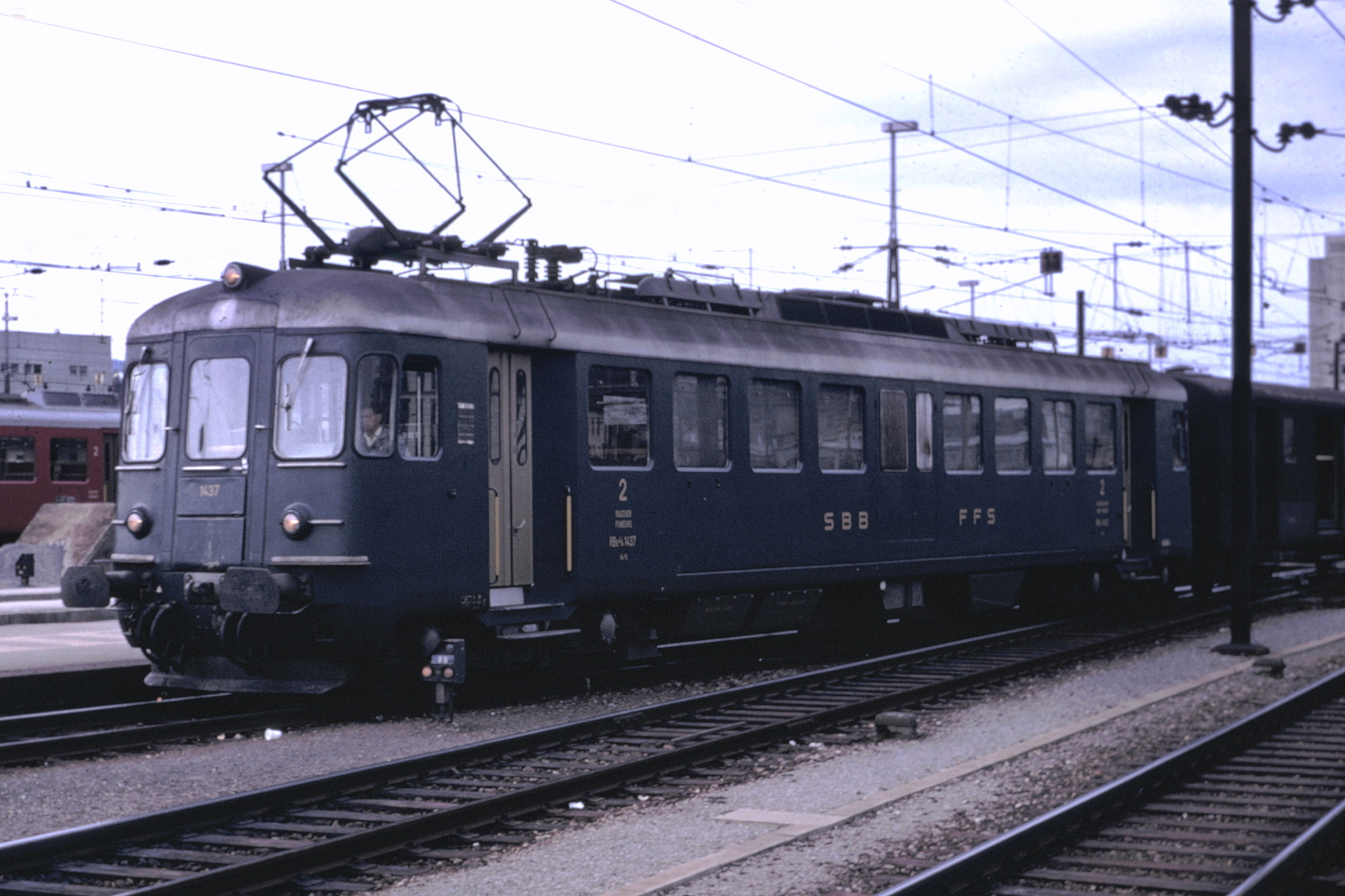
RBe 4/4 1437 im ursprünglichen SBB-Grün in Zürich.

Nach ihrer Ablieferung wurden die sechs Prototypen im Schnellzugsverkehr im Flachland eingesetzt. Mit den gleichzeitig abgelieferten Steuerwagen mit Gepäck- und Postabteil FZt4ü (heute DZt) wurden lange Pendelzüge formiert, die zum Teil auch Speisewagen enthielten. Auch die Serien-RBe 4/4 gingen zunächst im Fernverkehr in den Einsatz, mangels passender Steuerwagen als reine Lokomotiven mit meist abgeschlossenem Fahrgastabteil. Erst mit der intensiveren Beschaffung von Re 4/4II konnten die RBe 4/4 ihrem eigentlichen Zweck, dem Einsatz im Schnellzug- und Regionalverkehr zugeführt werden. Dafür wurden 1966 bis 1976 siebzig Steuerwagen (vierzig DZt EW II und dreissig BDt EW II) in mehreren Baulosen beschafft.

### Als RBe 540 nach der Modernisierung
Die RBe 540 wurden auch nach der Modernisierung typischerweise zusammen mit einem oder zwei Einheitswagen I oder II sowie einem Steuerwagen BDt in Regionalzugsdiensten eingesetzt.

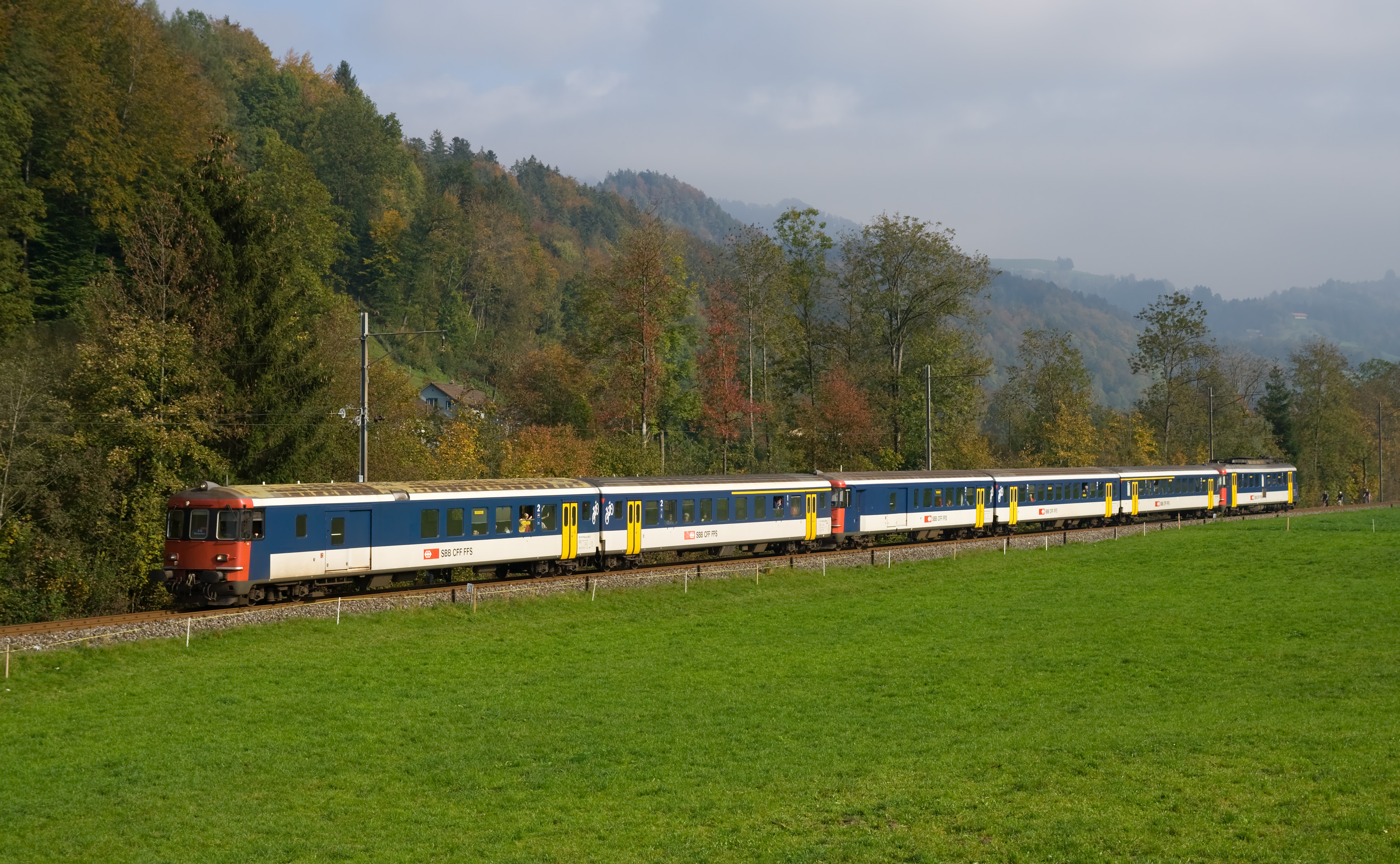
Vierteiliger Pendelzug mit zweiteiligem Zusatzmodul
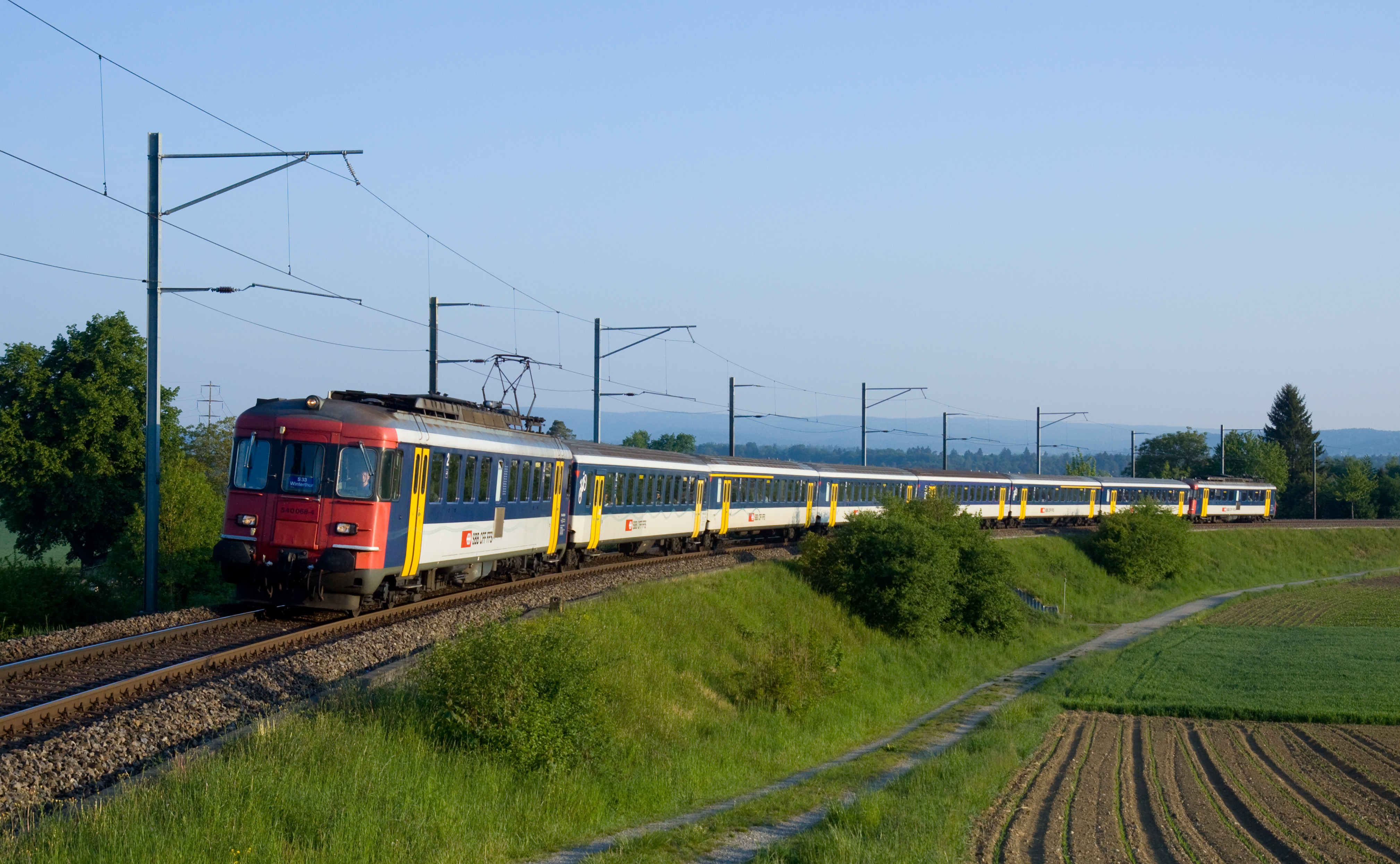
Längere Kompositionen im S-Bahn-Betrieb wurden im Sandwich gefahren
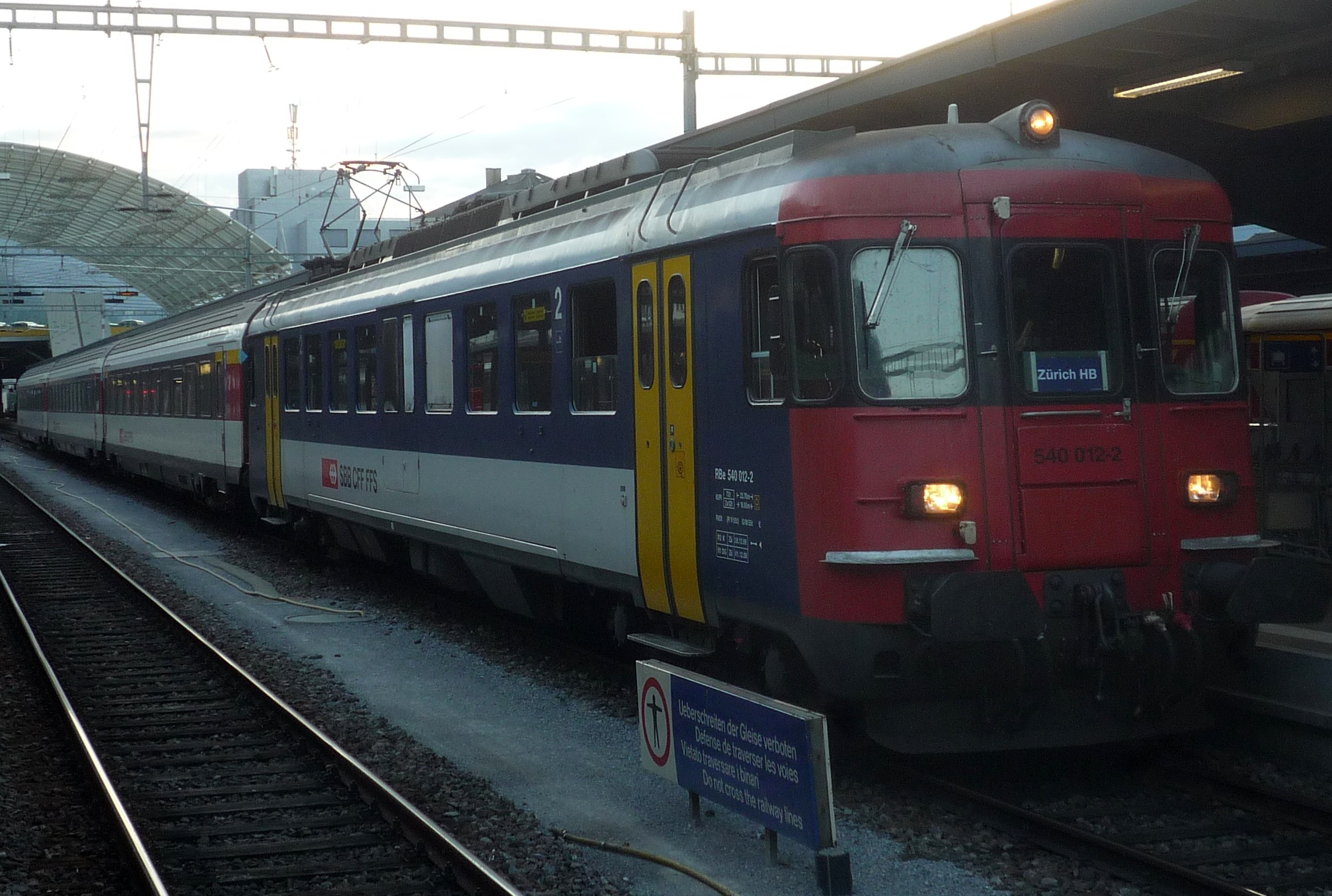
Dreiteiliger Intercity Zugnummer IC 10792 mit geschlossenem RBe 4/4 als Zuglok im September 2013

Ab 1985 wurden weitere Steuerwagen durch Umbau gewonnen (BDt ex B EW I, zum Teil mit Führerständen ex DZt, sowie BDt ex ABt EW I). Zusammen mit der Modernisierung wurden auch die Einheitswagen I/II und die Steuerwagen angepasst. Solche Einheiten wurden bis 2005 auch von der Thurbo für den Einsatz auf der S-Bahn St. Gallen gemietet, in anderen Landesteilen bedienten sie schwach frequentierte Regionallinien und ergänzen in den Spitzenzeiten die Dienste der NPZ-Kompositionen, wurden aber nach und nach von moderneren Fahrzeugen der Typen Stadler GTW und Stadler FLIRT abgelöst oder aber von modernisierten NPZ, die durch die vorgenannten Fahrzeuge ersetzt wurden.
In Zusatzzügen der S-Bahn Zürich waren werktags Doppelpendel anzutreffen; Kompositionen bestehend aus je einem RBe 540 vorne und hinten sowie vier bis sechs modernisierten EW I und EW II dazwischen.
Ein Triebwagen fuhr bis zum Schluss mit einem umgebauten Steuerwagen mit Gepäckabteil als Gefängniszug; er zog oder schob dann den Steuerwagen mit angepasster Kolibri-Farbgebung und der Aufschrift SECURITAS, dem Namen der für den Betrieb zuständigen Schweizer Sicherheitsfirma.